# Diaziella falcata
Diaziella falcata är en stekelart som beskrevs av Wiebes 1974. Diaziella falcata ingår i släktet Diaziella och familjen fikonsteklar.
Artens utbredningsområde är Filippinerna. Inga underarter finns listade i Catalogue of Life.